# یوگسلاو تورپدو بوت تی۲

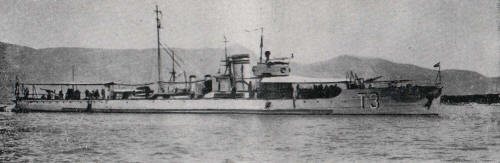

یوگسلاو تورپدو بوت تی۲ (انگلیسی: Yugoslav torpedo boat T2) یک قایق اژدرافکن بود که توسط نیروی دریایی سلطنتی یوگسلاوی از سال ۱۹۲۳ تا ۱۹۳۹ استفاده می‌شد. در ابتدا با نام 77 T شناخته می‌شد و در سال ۱۹۱۴ برای نیروی دریایی اتریش-مجارستان ساخته شد. دارای دو توپ و چهار لوله اژدر بود و می‌توانست ۱۰ تا ۱۲ مین دریایی را حمل کند. در طول جنگ جهانی اول، از آن برای کارهای مختلفی مانند ترابری گروهی، گشت، اسکورت، مین روبی و بمباران ساحلی استفاده می‌شد. در سال ۱۹۱۷، نام آن کوتاه و به ۷۷ تغییر یافت. در جریان شورش در فوریه ۱۹۱۸ حضور داشت اما از آن استفاده نشد. در ژوئن ۱۹۱۸، در هنگام اسکورت برای یک قایق‌های اژدر ایتالیایی غرق شد.
پس از شکست اتریش-مجارستان، این قایق در اختیار نیروی دریایی پادشاهی صرب‌ها، کروات‌ها و اسلوونیایی‌ها قرار گرفت که بعدها به عنوان نیروی دریایی سلطنتی یوگسلاوی شناخته شد و به T2 تغییر نام داد و سلاح‌های آن بهبود یافت. در آن زمان، این کشتی یکی از معدود کشتی‌های مدرن در نیروی دریایی بود. در دوران بین دو جنگ، نیروی دریایی به دلیل محدودیت بودجه بیشتر از این کشتی در تمرینات آموزشی استفاده می‌کرد و از بنادر بازدید می‌نمود. پس از بیست و پنج سال استفاده، T2 در سال ۱۹۳۹ منسوخ شد و به دلیل فرسوده بودن بیش از حد از بین رفت.